# Låglandsmoa

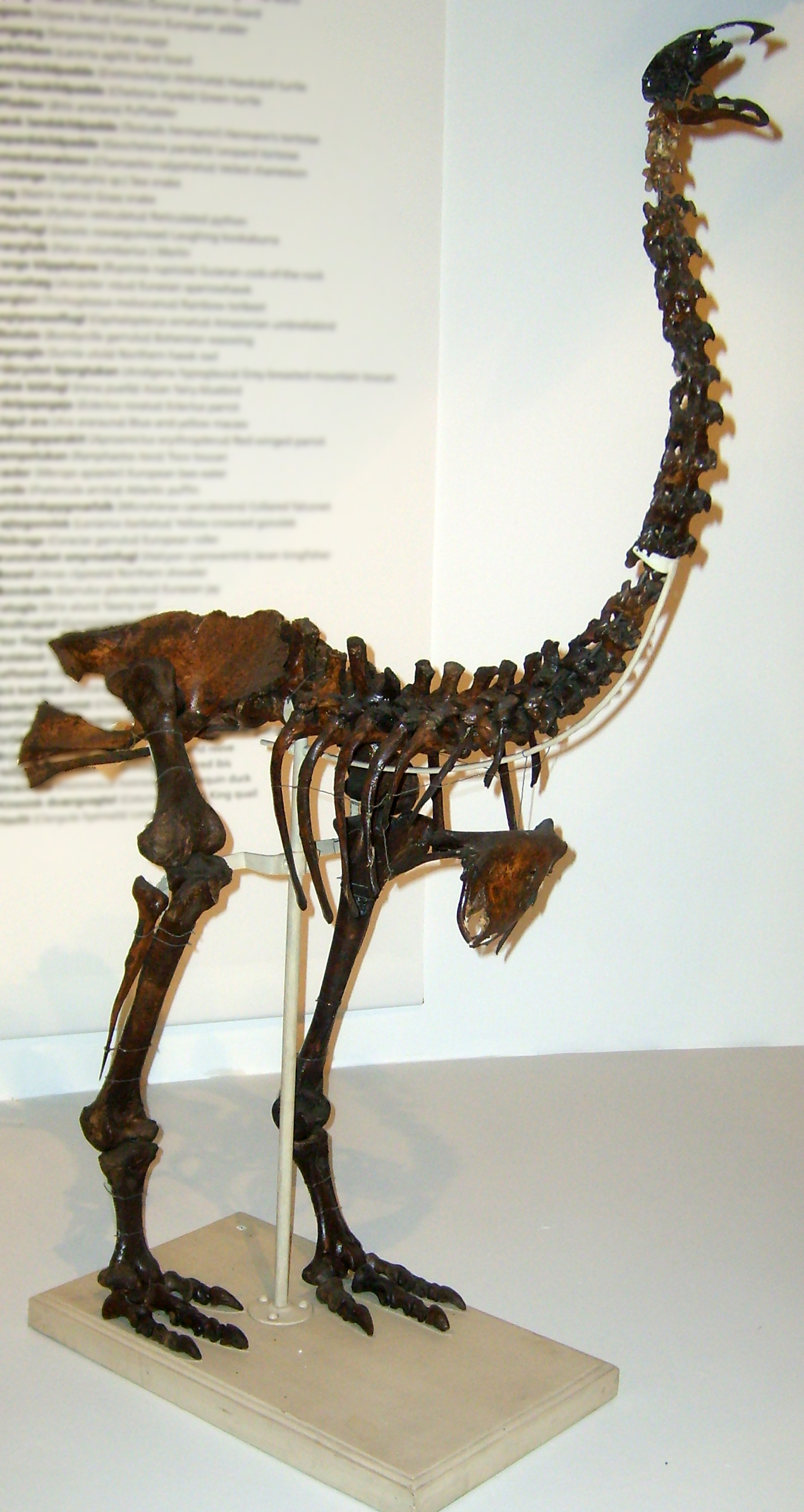

Låglandsmoa (Emeus crassus) var en fågelart i familjen mindre moafåglar inom ordningen moafåglar. Liksom hela ordningen är den utdöd och förekom tidigare på Nya Zeeland. Den placeras som ensam art i släktet Emeus. 

## Utseende
Låglandsmoan var normalstor, stående 1,5-1,8 meter. Liksom andra moafåglar hade den inga rudimentära vingben, lång hals och stora kraftiga ben med mycket korta och starka tarser. Låglandsmoans fötter var exceptionellt breda jämfört med andra moafåglar, vilket troligen gjorde den till relativt långsam i sina rörelser. Fjädrarna var hårlika, gradvis kortare upp mot huvudet. Huvudet självt var troligen skalligt. Man har funnit både mjukdelar, isolerade ben och hela skelett. 

## Utbredning och utdöende
Låglandsmoan förekom enbart på Sydön och levde i låglänta områden i skogar, buskmarker, dynfält och på grässlätter. Människan utrotade låglandsmoan troligen genom jakt. Liksom nästan alla moafåglar var den utdöd innan år 1500.